# CDU Brandenburg
Die CDU Brandenburg ist eine Volkspartei in Brandenburg und mit 5.385 Mitgliedern Ende 2023 der drittkleinste Landesverband der CDU. Vorsitzender ist seit dem 25. März 2023 Jan Redmann, Generalsekretär ist Gordon Hoffmann. Sitz des Verbandes ist Potsdam.

## Organisation
Die CDU Brandenburg ist in 18 Kreisverbände aufgeteilt, die wiederum in 220 Ortsverbände gegliedert sind.
| Name des Kreisverbandes             | Kreisvorsitzender |
| ----------------------------------- | ----------------- |
| CDU-Kreisverband Oberhavel          | Frank Bommert     |
| CDU-Kreisverband Potsdam            | Oliver Nill       |
| CDU-Kreisverband Potsdam-Mittelmark | Saskia Ludwig     |
| CDU-Kreisverband Spree-Neiße        | Julian Brüning    |

## Programm
Das aktuelle Grundsatzprogramm der CDU Brandenburg wurde am 3. November 2007 in Potsdam verabschiedet und trägt den Titel „Verantwortung für heute – Visionen für morgen“.

## Geschichte

### Gründung
Die CDU Brandenburg wurde am 16. Oktober 1945 gegründet. Erster Vorsitzender war Wilhelm Wolf. Vom 27. bis 28. April 1946 fand der erste Landesparteitag statt, auf dem Wolf im Amt bestätigt wurde. Stellvertretende Vorsitzende wurden Ingrid Biermann, Hermann Gerigk, Karl Grobbel, Willy Heller, Erwin Köhler, Gerhard Schütze, Erich Schmelz, Germanus Theiß und Frau Steinfurth.
Von Anfang an bestand innerhalb des Landesverbands ein vom Hennigsdorfer Parteimitgründer Otto Nuschke angeführter „linker“ Flügel, dem unter anderem der erste CDU-Kreisvorsitzende in Zauche/Belzig, Erich Tschetschog, der Potsdamer Stadtrat Hans-Paul Ganter-Gilmans, Hermann Gerigk oder Karl Grobbel angehörten. Sie und andere bewirkten, dass der CDU-Landesverband unter anderem die Bodenreform mittrug und dem brandenburgischen Neubauernhilfsprogramm zustimmte.
Von Anfang an versuchte die Sowjetische Militäradministration in Deutschland (SMAD) durch eine klare Bevorzugung der KPD und später SED eine Mehrheitsbildung für ein kommunistisches Regime sicherzustellen. So erhielt die CDU Brandenburg 1946 in der ernannten Beratenden Versammlung lediglich 10 von 70 Sitzen. Da die SED neben ihren 10 Sitzen noch die meisten Abgeordneten der Massenorganisationen stellte, war die SED-Mehrheit gesichert.
Trotz der Einschränkungen stieg die Zahl der Mitglieder von 4.900 (Dezember 1945) im ersten Jahr auf 24.424 (Dezember 1946). Aus den 166 Ortsgruppen im Januar 1946 wurden im Dezember 1946 weit über 600.
Die Landtagswahlen am 20. Oktober 1946 waren zwar im Ablauf frei, im Vorfeld unterlagen die demokratischen Parteien jedoch massiven Einschränkungen. Die SMAD behinderte massiv den Aufbau der Parteiorganisation und verweigerte vielfach die Zulassung von CDU-Ortsverbänden und -Kandidaten. Auch erhielt die CDU nur wesentlich niedrigere Zuteilungen an Papier und Druckkapazitäten als die SED. Dennoch erreichte die SED mit 43,9 % in Brandenburg das schlechteste Ergebnis in der SBZ. Die CDU mit 30,6 % verfügte gemeinsam mit der LDP (20,6 %) über eine Mehrheit im Landtag Brandenburg.
Voraussetzung für die Zulassung der Partei durch die SMAD war die Zustimmung der CDU, sich in den Block einbinden zu lassen. Diese Bindung war schnell ein effektives Mittel der Kontrolle der Oppositionsparteien.
Seit dem 3. Februar 1948 erschien die Märkische Union als Parteizeitung der CDU Brandenburg unter Chefredakteur Hans-Werner Gyßling.

### Widerstand und Gleichschaltung
Die Absetzung Jakob Kaisers führte auch in der CDU Brandenburg zu einer „Säuberungs“welle. Die SMAD verhaftete eine Reihe von führenden CDU-Mitgliedern wie den Bürgermeister von Liebenwalde, Otto Kinzel, oder den Potsdamer Kreisvorsitzenden und Landesvorstandsmitglied Hans Egidi. Der dritte Landesparteitag vom 7. bis 9. Mai 1948 in Brandenburg/Havel bestätigte Wilhelm Wolf mit überwältigender Mehrheit im Amt. Dazu trug die Mahnung Wilhelm Wolfs bei, die SED strebe einen totalitären Staat an. Wenige Tage nach dem Parteitag, am 14. Mai 1948, kam Wilhelm Wolf unter ungeklärten Umständen bei einem Autounfall ums Leben.
Der Nachfolger Wolfs als Parteivorsitzender, Ernst Zborowski, setzte die Politik seines Vorgängers fort. Mit der Ablehnung des ersten Zwei-Jahres-Plans am 8. September 1948 im Landtag mit der Stimmenmehrheit der demokratischen Parteien setzte die CDU ein letztes großes Zeichen des parlamentarischen Widerstandes. SED und SMAD erhöhten daraufhin den Druck auf die Abgeordneten und zwangen Ernst Zborowski zur Flucht in den Westen. Die Gleichschaltung der CDU schritt fort. Die CDU stimmte am 7. Oktober im Landtag dem Plan zu und Karl Grobbel wurde am 1. November zu Zborowskis Nachfolger als Landesvorsitzender bestimmt.
Auch wenn unter Karl Grobbel den Realitäten des entstehenden SED-Staates Rechnung getragen wurde, war der Widerstand in der CDU noch nicht gebrochen. Um die als Scheinwahl durchgeführte Landtagswahl 1950 ohne Widerspruch zu inszenieren, erfolgte Anfang 1950 eine erneute Säuberungswelle.
Der bisherige CDU-Bürgermeister von Potsdam, Erwin Köhler, wurde im März 1950 nach Denunziation von Hermann Gerigk verhaftet. Mit ihm erfolgte die Verhaftung einer Reihe von CDU-Stadtverordneten, darunter Franz Schleusener. Schleusener starb im „Lindenhotel“ in DDR-Haft. Erwin Köhler und seine Frau Charlotte verurteilte ein sowjetisches Militärtribunal zum Tode. Beide wurden 1951 in Moskau erschossen.
Am 24. Mai 1950 ersetzte Hermann Gerigk Karl Grobbel als Landesvorsitzenden der brandenburgischen CDU. Die Gleichschaltung war abgeschlossen. Mit der Auflösung der Länder in der DDR 1952 endete vorläufig die Geschichte der CDU Brandenburg.

### Nach der Wende
Die erste freie Landtagswahl nach der Wende verlief für die brandenburgische Union enttäuschend. Während die CDU in allen anderen neuen Bundesländern den Regierungschef stellen konnte, verfehlte Spitzenkandidat Peter-Michael Diestel sein Ziel der Regierungsübernahme: Die CDU war mit 29,45 % nur zweitstärkste Kraft nach der SPD geworden. Auch gemeinsam mit der FDP reichte es bei weitem nicht für eine Mehrheit. Auch Rot-Grün hatte keine Mehrheit erreicht. Manfred Stolpe (SPD) wurde Ministerpräsident einer Ampelkoalition, die CDU ging in die Opposition.
Die erste Wahlperiode des Landtags war gekennzeichnet durch wiederkehrenden innerparteilichen Streit, der unter anderem dazu führte, dass binnen 4 Jahren fünf Parteivorsitzende amtierten. Bei der Landtagswahl in Brandenburg 1994 brach die CDU mit Peter Wagner an der Spitze auf 18,72 % der Stimmen ein und landete damit nur 0,01 Prozent vor der PDS. Die SPD gewann die Wahl und erreichte eine absolute Mehrheit.
Bei den Landtagswahlen 1999 trat die Partei mit Berlins bisherigem Innensenator Jörg Schönbohm als Spitzenkandidaten an. Mit 26,55 % verbesserte sich die CDU zwar, blieb aber nach der SPD klar zweitstärkste Partei. Da neben CDU und SPD nur noch PDS und DVU in den Landtag gelangt waren, kam es zu einer Großen Koalition. Die rot-schwarze Koalition wurde bei der Landtagswahl 2004 zwar bestätigt, führte jedoch erneut zu einer Niederlage der Christdemokraten, die mit 19,43 % der Stimmen schwere Stimmenverluste hinnehmen mussten und diesmal deutlich hinter die PDS auf den dritten Platz zurückfielen.
Auch weiterhin zeigte sich die brandenburgische CDU als zerstritten. Sichtbar wurde dies durch die Kampfkandidatur um den Landesvorsitz auf dem CDU-Landesparteitag am 27. Januar 2007, als Ulrich Junghanns mit nur zwei Stimmen Vorsprung gegen Sven Petke siegte, der am 15. September 2006 nach der „E-Mail-Affäre“ vom Amt des Generalsekretärs der CDU Brandenburg zurücktreten musste. Wegen des knappen Ergebnisses kehrte keine Ruhe in die Partei ein, vielmehr kam es zu ständigen Konfrontationen zwischen Junghanns- und Petke-Unterstützern innerhalb der CDU Brandenburg. Nach schlechten Kommunalwahl-Ergebnissen legte Junghanns 2008 schließlich sein Amt als Landesvorsitzender nieder und schlug Landeskulturministerin Johanna Wanka als Nachfolgerin vor. Unter der in der Bevölkerung durchaus geschätzten Wanka kehrte zwar weitestgehend Ruhe in die Partei ein, in Umfragen profitierte die CDU allerdings nicht davon.
Bei der Landtagswahl 2009 verfehlte die Union trotz leichter Gewinne erneut die 20-%-Marke und erreichte nur 19,8 Prozent der Stimmen. Sie verharrte hinter SPD und Linkspartei auf dem dritten Platz. Nach der Wahl entschied sich Ministerpräsident Matthias Platzeck (SPD) gegen eine Fortsetzung der rot-schwarzen Koalition und für die Bildung einer rot-roten Koalition mit der Partei Die Linke; die CDU wechselte in die Opposition. Nach dem Wechsel Wankas in das niedersächsische Landeskabinett führte Saskia Ludwig Partei und Fraktion der CDU Brandenburg bis September 2012. Nach interner Kritik an ihrem harten Oppositionskurs gegenüber der Landesregierung und zweier Veröffentlichungen in der rechten Wochenzeitung Junge Freiheit trat Ludwig von beiden Ämtern am 11. September 2012 zurück. Nachdem der Landesvorsitz vorübergehend vakant war, erklärte sich CDU-Generalsekretär Dieter Dombrowski dazu bereit, den CDU-Fraktionsvorsitz zu übernehmen. Seit der Wendezeit 1989 ist Dombrowski damit der elfte Vorsitzende der CDU-Fraktion im Landtag Brandenburg. Bei einem Parteitag am 17. November 2012 wurde Michael Schierack zu Ludwigs Nachfolger als Landesvorsitzender gewählt. Im April 2014 übernahm Schierack zudem den CDU-Fraktionsvorsitz im Landtag von Dieter Dombrowski.
Bei der Landtagswahl 2014 konnte die CDU mit einem Stimmenanteil von 23 Prozent wieder den zweiten Platz nach der SPD erringen. Verhandlungen zur Bildung einer Koalition mit der SPD scheiterten jedoch an der angeblichen Weigerung von Spitzenkandidat Schierack, als Minister in das Landeskabinett einzutreten. Infolgedessen geriet Schierack innerparteilich unter Druck und trat zugunsten von Ingo Senftleben am 18. November 2014 zunächst vom Fraktionsvorsitz zurück. Am 25. April 2015 gab Schierack schließlich auch den Landesvorsitz an Senftleben ab.
Ingo Senftleben ging auch als Spitzenkandidat der CDU Brandenburg in die Landtagswahl 2019 und fuhr mit 15,6 Prozent ein desaströses und historisch schlechtes Wahlergebnis ein. Obwohl er seine Partei in Sondierungsgespräche mit der SPD und den Grünen zur Bildung einer sogenannten Kenia-Koalition führte, regte sich Widerstand innerhalb der auf 15 Mandate dezimierten Landtagsfraktion gegen Senftleben. Um die Sondierung nicht zu gefährden, trat dieser am 10. September 2019 von allen Ämtern zurück und schlug den Bundestagsabgeordneten Michael Stübgen als CDU-Interims-Vorsitzenden und neuen Sondierungsführer vor. Zudem einigte sich die Fraktion, Jan Redmann zu ihrem neuen Vorsitzenden zu wählen und die Senftleben-Kritiker stärker in die Parteiführung einzubinden.
Am 18. September 2019 entschied die SPD mit CDU und den Grünen Koalitionsgespräche aufzunehmen, die am 25. Oktober 2019 in einem Koalitionsvertrag mündeten. Am 16. November 2019 wurde Stübgen dann offiziell auf einem Landesparteitag mit 71,1 Prozent zum neuen CDU-Landesvorsitzenden gewählt und besetzt seit 20. November 2019 als Minister für Inneres und Kommunales eines von drei CDU-Ressorts in der Landesregierung unter Ministerpräsident Dietmar Woidke. Im März 2023 wurde der Fraktionsvorsitzende Jan Redmann zum neuen Landesvorsitzenden gewählt, nachdem sich bereits 84 Prozent der Mitglieder für ihn ausgesprochen hatten. Stübgen hatte auf eine erneute Kandidatur verzichtet, um einen Generationenwechsel einzuleiten.
Bei der Landtagswahl 2024 verschlechterte die CDU ihr Wahlergebnis erneut und landete mit 12,1 Prozent der Stimmen und zwölf Landtagsmandaten auf dem vierten und letzten Platz aller nun im Landtag vertretenen Parteien. Im Dezember 2024 schied sie auch aus der Landesregierung aus und verblieb hinter der AfD als zweitstärkste Oppositionskraft im Landtag.

## Personen

### Parteivorsitzende
| Jahre                                       | Vorsitzender                     |
| 1945 – Mai 1948                             | Wilhelm Wolf                     |
| Mai 1948 – November 1948                    | Ernst Zborowski                  |
| November 1948 – Juni 1950                   | Karl Grobbel                     |
| Juni 1950 – April 1952                      | Hermann Gerigk                   |
| April 1952 – Juni 1952                      | Hans-Paul Ganter-Gilmans (komm.) |
| Juni 1952 – August 1952                     | Heinz Sauer                      |
| 1952 bis 1990 bestand kein Land Brandenburg |                                  |
| – August 1990                               | Herbert Schirmer                 |
| August 1990 – Oktober 1990                  | Wolfgang Haupt (komm.)           |
| Oktober 1990 – September 1991               | Lothar de Maizière               |
| September 1991 – November 1991              | Peter Wagner (komm.)             |
| November 1991 – 1993                        | Ulf Fink                         |
| 1993 – Juni 1996                            | Carola Hartfelder                |
| Juni 1996 – Oktober 1998                    | Peter Wagner                     |
| 1998–2007                                   | Jörg Schönbohm                   |
| 2007 – Oktober 2008                         | Ulrich Junghanns                 |
| Oktober 2008 – Mai 2010                     | Johanna Wanka                    |
| Mai 2010 – September 2012                   | Saskia Ludwig                    |
| November 2012 – April 2015                  | Michael Schierack                |
| 25. April 2015 – 10. September 2019         | Ingo Senftleben                  |
| 10. September 2019 – 16. November 2019      | Michael Stübgen (Interim)        |
| 16. November 2019 – 25. März 2023           | Michael Stübgen                  |
| seit 25. März 2023                          | Jan Redmann                      |

### Fraktionsvorsitzende
| Amtsdauer                                            | Fraktionsvorsitzender |
| 1946 – 1948                                          | Gerhard Schütze       |
| 1948 – 1950                                          | Willy Heller          |
| April 1949 – Juni 1950                               | Germanus Theiß        |
| Zwischen 1952 und 1990 bestand kein Land Brandenburg |                       |
| 26. Oktober 1990 – 8. Mai 1992                       | Peter-Michael Diestel |
| 24. Mai 1992 – 11. Oktober 1994                      | Dieter Helm           |
| 11. Oktober 1994 – 7. September 1997                 | Peter Wagner          |
| 23. September 1997 – 15. September 1999              | Wolfgang Hackel       |
| 29. September 1999 – 12. Oktober 1999                | Jörg Schönbohm        |
| 13. Oktober 1999 – 13. Oktober 2004                  | Beate Blechinger      |
| 13. Oktober 2004 – 20. Januar 2009                   | Thomas Lunacek        |
| 27. Januar 2009 – 21. Oktober 2009                   | Saskia Funck          |
| 21. Oktober 2009 – Mai 2010                          | Johanna Wanka         |
| Mai 2010 – 11. September 2012                        | Saskia Ludwig         |
| 18. September 2012 – 18. Februar 2014                | Dieter Dombrowski     |
| 18. Februar 2014 – 18. November 2014                 | Michael Schierack     |
| 18. November 2014 – 10. September 2019               | Ingo Senftleben       |
| seit 10. September 2019                              | Jan Redmann           |

## Ergebnisse bei den Landtagswahlen
| Ergebnisse der Landtagswahlen | Ergebnisse der Landtagswahlen | Ergebnisse der Landtagswahlen | Ergebnisse der Landtagswahlen | Ergebnisse der Landtagswahlen |
| Jahr                          | Spitzenkandidat/in            | Stimmen                       | Stimmenanteil                 | Sitze                         |
| ----------------------------- | ----------------------------- | ----------------------------- | ----------------------------- | ----------------------------- |
| 1990                          | Peter-Michael Diestel         | 374.572                       | 29,4 %                        | 27                            |
| 1994                          | Peter Wagner                  | 200.700                       | 18,7 %                        | 18                            |
| 1999                          | Jörg Schönbohm                | 292.634                       | 26,6 %                        | 25                            |
| 2004                          | Jörg Schönbohm                | 227.062                       | 19,4 %                        | 20                            |
| 2009                          | Johanna Wanka                 | 274.825                       | 19,8 %                        | 19                            |
| 2014                          | Michael Schierack             | 226.835                       | 23,0 %                        | 21                            |
| 2019                          | Ingo Senftleben               | 196.988                       | 15,6 %                        | 15                            |
| 2024                          | Jan Redmann                   | 181.632                       | 12,1 %                        | 12                            |